# Meseșenii de Jos
Meseșenii de Jos (en hongrois Magyarkecel) est une commune roumaine du județ de Sălaj, dans la région historique de Transylvanie et dans la région de développement du Nord-ouest.

## Géographie
La commune de Meseșenii de Jos est située au centre du județ, au pied des Monts Meseș, à 12 km au sud-ouest de Zalău, le chef-lieu du județ.
La municipalité est composée des quatre villages suivants (population en 2002) :
- Aghireș (1 318) ;
- Fetindia (165) ;
- Meseșenii de Jos (706), siège de la commune ;
- Meseșenii de Sus (889).

## Histoire
La première mention écrite de la commune date de 1341 sous le nom de Kezel.
La commune, qui appartenait au royaume de Hongrie, faisait partie de la principauté de Transylvanie et elle en a donc suivi l'histoire.
Après le compromis de 1867 entre Autrichiens et Hongrois de l'empire d'Autriche, la principauté de Transylvanie disparaît et, en 1876, le royaume de Hongrie est partagé en comitats. Meseșenii de Jos intègre le comitat de Szilágy (Szilágymegye).
À la fin de la Première Guerre mondiale, l'Empire austro-hongrois disparaît et la commune rejoint la Grande Roumanie.
En 1940, à la suite du deuxième arbitrage de Vienne, elle est annexée par la Hongrie jusqu'en 1944. Elle réintègre la Roumanie après la Seconde Guerre mondiale.

## Politique
Le conseil municipal de Meseșenii de Jos compte 13 sièges de conseillers municipaux. À l'issue des élections municipales de juin 2008, Sandu Bercean (PSD) a été élu maire de la commune.
| Parti                                      | Nombre de conseillers |
| ------------------------------------------ | --------------------- |
| Parti social-démocrate (PSD)               | 5                     |
| Union démocrate magyare de Roumanie (UDMR) | 4                     |
| Parti démocrate-libéral (PD-L)             | 2                     |
| Parti conservateur                         | 1                     |
| Parti de la Grande Roumanie                | 1                     |

## Religions
En 2002, la composition religieuse de la commune était la suivante :
- Chrétiens orthodoxes, 60,85 % ;
- Réformés, 25,04 % ;
- Pentecôtistes, 8,25 % ;
- Baptistes, 4,35 % ;
- Grecs-Catholiques, 0,74 %.

## Démographie
En 1910, à l'époque austro-hongroise, la commune comptait 2 868 Roumains (73,39 %) et 958 Hongrois (24,51 %).
En 1930, on dénombrait 3 262 Roumains (74,39 %), 978 Hongrois (22,30 %), 53 Juifs (1,21 %) et 89 Tsiganes (2,03 %).
En 1956, après la Seconde Guerre mondiale, 3 526 Roumains (75,54 %) côtoyaient 1 087 Hongrois (23,29 %) et 47 Tsiganes (1,01 %).
En 2002, la commune comptait 2 069 Roumains (67,21 %), 944 Hongrois (30,66 %) et 65 Tsiganes (2,11 %). On comptait à cette date 1 300 ménages et 1 300 logements.
| 1850  | 1880  | 1900  | 1910  | 1920  | 1930  | 1941  | 1956  | 1966  |
| ----- | ----- | ----- | ----- | ----- | ----- | ----- | ----- | ----- |
| 2 719 | 2 912 | 3 647 | 3 908 | 3 858 | 4 385 | 4 598 | 4 668 | 4 226 |

| 1977  | 1992  | 2002  | 2007  | - | - | - | - | - |
| ----- | ----- | ----- | ----- | - | - | - | - | - |
| 4 025 | 3 037 | 3 078 | 3 130 | - | - | - | - | - |

## Économie
L'économie de la commune repose sur l'agriculture, l'élevage et l'exploitation des forêts.

## Communications

### Routes
Meseșenii de Jos est située sur la route régionale DJ191C Zalău-Crasna.

## Lieux et monuments
- Meseșenii de Sus, restes archéologiques du mur de protectino de l'Empire romain.

- Meseșenii de Sus, station thermale.